# Ever Hernández
Ever Francisco Hernández (ur. 11 grudnia 1958) – salwadorski piłkarz grający na pozycji napastnika.

## Kariera klubowa
W czasie kariery piłkarskiej Ever Hernández występował w salwadorskich klubach Santiagueño, FAS Santa Ana i Alianza San Salvador. Z drużynami Santiagueño i FAS Santa Ana zdobył Mistrzostwo Salwadoru 1980 i 1984.

## Kariera reprezentacyjna
Ever Hernández występował w reprezentacji Salwadoru w latach 1976–1985. W 1980 i 1981 uczestniczył w zakończonych sukcesem eliminacjach do Mistrzostw Świata 1982. Na Mundialu w Hiszpanii wystąpił we wszystkich trzech spotkaniach grupowych z Węgrami, Belgią i Argentyną. 
Później uczestniczył w eliminacjach do Mistrzostw Świata 1986.
Ogółem wystąpił w reprezentacji w 28 meczach i strzelił 13 bramek.